# Volksbank Sprockhövel
Die Volksbank Sprockhövel eG ist eine deutsche Genossenschaftsbank mit Sitz in der nordrhein-westfälischen Stadt Sprockhövel im Ennepe-Ruhr-Kreis. 

## Geschichte
Die Geschichte der heutigen Volksbank Sprockhövel eG geht zurück auf den 10. März 1964, als die Spar- und Darlehnskasse eGmbH Sprockhövel in Sprockhövel gegründet wurde. Sie übernahm die Geldgeschäfte der vormaligen „Bäuerlichen Bezugs- und Absatzgenossenschaft eGmbH Sprockhövel und Umgebung“. Bereits 1965 wurde die Zweigstelle in Herbede eröffnet. 1977 erfolgte dann die Umfirmierung von Spar- und Darlehnskasse e G in Volksbank Sprockhövel eG. Mit der Übernahme der Volksbank Hattingen eG mit dem Sitz in Hattingen im Wege der Fusion kamen 1981 die weiteren Standorte in Hattingen, Linden und Langenberg hinzu.

## Rechtsverhältnisse
Die Volksbank Sprockhövel eG (lt. GnR „Volksbank Sprockhövel eG.“) ist im Genossenschaftsregister beim Amtsgericht Essen unter GnR 348 eingetragen.

## Organisationsstruktur
Rechtsgrundlagen sind das Genossenschaftsgesetz und die durch die Vertreterversammlung beschlossene Satzung. Organe der Bank sind der Vorstand, der Aufsichtsrat und die Vertreterversammlung.

## Sicherungseinrichtung
Die Volksbank Sprockhövel eG ist der amtlich anerkannten Sicherungseinrichtung des Bundesverbandes der Deutschen Volksbanken und Raiffeisenbanken GmbH und der zusätzlichen freiwilligen Sicherungseinrichtung des Bundesverbandes der Deutschen Volksbanken und Raiffeisenbanken e.V. angeschlossen. Sie gehört dem Bundesverband der Deutschen Volksbanken und Raiffeisenbanken (BVR).

## Geschäftsausrichtung
Die Volksbank Sprockhövel eG betreibt das Universalbankgeschäft. Im Verbundgeschäft arbeitet sie mit der DZ Bank, R+V Versicherung, Bausparkasse Schwäbisch Hall, Teambank, VR Smart Finanz, DZ Hyp und der Union Investment zusammen. 

## Geschäftsgebiet
Das Geschäftsgebiet liegt im Südwesten des Ennepe-Ruhr-Kreis sowie im Stadtteil Linden von Bochum und im Stadtteil Langenberg von Velbert im Osten des Kreises Mettmann.
An diesen Orten betreibt die Bank Filialen:
- Sprockhövel (Hauptstelle, jur. Sitz)
- Hattingen (Filiale)
- Herbede (Filiale)
- Linden (Filiale)
- Langenberg (Filiale)
- Welper (SB-Filiale)